# Tragiedia wg Post Regiment
Tragiedia wg Post Regiment – trzeci album zespołu Post Regiment zawierający kompozycje zespołu „Tragiedia”. Wydany w 1997 przez wytwórnie QQRYQ oraz Skuld Releases (w Niemczech). Materiał nagrano w 1997 w warszawskim studiu „Manta”. Reedycja albumu została wydana w roku 2009 nakładem wydawnictwa Nikt Nic Nie Wie. Muzyka: Tragiedia, TwgPR. Teksty: „Amoniak” i Rafał „Krzyżak” Krzyżewski.

## Lista utworów
| Nr  | Tytuł utworu           | Długość |
| --- | ---------------------- | ------- |
| 1.  | „Ostatni dzień”        | 1:51    |
| 2.  | „Co to za miejsce”     | 1:21    |
| 3.  | „Jutro”                | 1:12    |
| 4.  | „Co się ze mną dzieje” | 0:46    |
| 5.  | „Zimno”                | 0:52    |
| 6.  | „Ktoś”                 | 1:27    |
| 7.  | „Brak słów”            | 2:14    |
| 8.  | „Kanały”               | 1:28    |
| 9.  | „Nie ma odpowiedzi”    | 1:43    |
| 10. | „Ty tańczysz”          | 0:22    |
| 11. | „Krowy”                | 1:08    |
| 12. | „Znowu raj”            | 0:44    |
| 13. | „p.s.”                 | 1:23    |
| 14. | „Uciekaj”              | 3:23    |
| 15. | „Szczury”              | 1:27    |
| 16. | „Nie znoszę was”       | 1:09    |
| 17. | „Aaa!!!”               | 1:17    |
| 18. | „Gliniarze”            | 1:14    |
| 19. | „Świnia”               | 0:48    |
| 20. | „Burdel”               | 1:32    |
| 21. | „Nie ma nic”           | 0:59    |
| 22. | „Nic po nas”           | 0:54    |
| 23. | „Wychowanie”           | 1:12    |
| 24. | „Nażarty”              | 0:38    |
| 25. | „Ludzkie mięso”        | 0:54    |
| 26. | „0”                    | 1:43    |
| 27. | „Jodły”                | 1:47    |
| 28. | „Cisza”                | 1:31    |
| 29. | „Jak pies”             | 1:00    |
| 30. | „Jestem z tobą”        | 1:35    |
| 31. | „Kurewska”             | 1:18    |
| 32. | „Wybór”                | 2:52    |
|     |                        | 43:44   |

## Skład
- Rafał „Rolf” Biskup – gitara basowa (prawy kanał)
- „Tom Goryl”[a] – gitara basowa (lewy kanał)
- Maksymilian „Max” Gralewicz – perkusja
- Jarosław „Smok” Smak – gitara
- Dominika „Nika” Domczyk – śpiew
- Mariusz Binduga „Amoniak” (zmarł w 2017 roku)[a] – śpiew